# (327512) Bíró
Pour les articles homonymes, voir Biró.
(327512) Bíró, désignation internationale (327512) Biro, est un astéroïde de la ceinture principale.

## Description
(327512) Biro est un astéroïde de la ceinture principale. Il fut découvert le 24 janvier 2006 à l'observatoire Piszkéstető par Krisztián Sárneczky. Il présente une orbite caractérisée par un demi-grand axe de 3,00 UA, une excentricité de 0,11 et une inclinaison de 4,8° par rapport à l'écliptique. 
Il est nommé d'après László Biró (1899-1985), inventeur hongrois du stylo à bille.

## Compléments